# Emil Nolde
Emil Nolde (Burkal, 7 de agosto de 1867 - Seebüll, Nordfriesland, 15 de abril de 1956) fue uno de los más destacados pintores expresionistas alemanes. Su verdadero nombre era Hans Emil Hansen. Estuvo muy influido por Vincent van Gogh, Edvard Munch, y James Ensor. 
Fue un declarado antisemita —denunció el supuesto «dominio judío en todas las artes»— y militó en el Partido Nazi —en 1933 fue invitado de honor de Himmler—, aunque su obra fue incluida en la exposición del arte degenerado montada por los nazis en Múnich en 1937 —pero no en la gira que se realizó por toda Alemania en 1939—.

## Biografía
Hans Emil Hansen cambió su nombre por el de su localidad natal (Nolde von Buhrkall), hoy en día Burkal, localidad fronteriza que entonces era parte de Alemania, en el land norteño de Schleswig-Holstein, pero que actualmente, tras un referéndum celebrado en 1920, es parte de Dinamarca. Tras esto Nolde recibió y mantuvo siempre su  nacionalidad danesa, si bien culturalmente era alemán. De familia campesina, trabajó como aprendiz en una fábrica de muebles mientras estudiaba por la noche en la Escuela de Artes y Oficios de Karlsruhe. Tras recorrer varias ciudades y realizar varios trabajos, su formación e interés artístico le llevaron como profesor de arte en San Galo (Suiza) en 1892. Seis años después se trasladó a Múnich donde se formó en diversas instituciones empeñado intensamente en dedicarse a su carrera de pintor.
En 1899 se mudó a París y estudió en la Academia Julian.
Posteriormente acabaría mudándose a Copenhague, cerca de su región natal. En la capital danesa se casó en 1902 con Ada Vistrup.

## Características de su pintura
Algunas de las características de la pintura de Nolde son su fuerte cromatismo y la sencillez de las obras, sin grandes detalles y con rostros que parecen más máscaras que retratos cuando trata la figura humana. En ocasiones también se decanta por obras monocromáticas y la transmisión general de sus obras con presencia humana no busca el reflejo de  virtudes ni de belleza, sino más bien lo contrario.
Como acuarelista, es considerando un virtuoso de la técnica.

## Conflictos artísticos
Emil Nolde tuvo un abierto conflicto con el pintor impresionista Max Liebermann, responsable directo de su exclusión en una importante exposición de la Secesión Berlinesa.
Fue miembro del grupo expresionista Die Brücke, si bien lo abandonó pronto debido a las diferencias con el resto de los componentes del grupo, mucho más jóvenes que él.

## Cercanía al nazismo

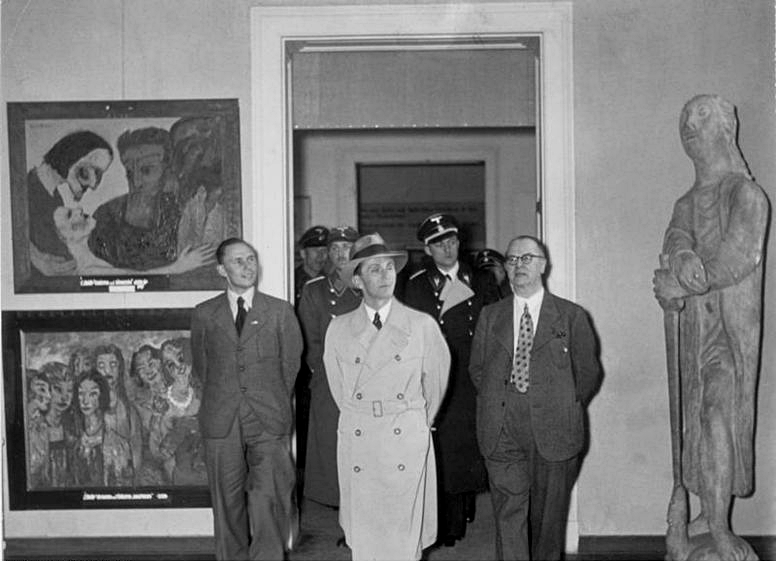
A la izquierda de esta imagen de la exposición «Arte degenerado» de 1937 siendo visitada por el nazi Joseph Goebbels (con gabardina) podemos ver dos obras de Emil Nolde: Cristo y la pecadora (Christus und die Sünderin) y Jóvenes listas y tontas(Die klugen und die törichten Jungfrauen)

Debido a su antisemitismo e ideología cercana al nazismo, tras la llegada de Hilter al poder no tuvo problemas para seguir trabajando, pero sus obras fueron calificadas como arte degenerado. «Nolde quiso ser un gran artista del régimen [nazi], pero en el nazismo había visiones radicalmente contrapuestas sobre su creación. Para unos era el pionero del nuevo arte alemán que iba a sustituir al impresionismo francés, el creador de una nueva introspección incardinada en la tradición gótica y nórdica. Pero para los más reaccionarios su arte, especialmente sus pinturas religiosas, era símbolo de degeneración. Se acabaron imponiendo estos últimos, pese a lo cual Nolde siempre sería nazi».
Sus obras fueron incluidas en la exposición sobre el arte degenerado que montaron los nazis en Múnich en 1937, pero Nolde consiguió que fueran retiradas de la exposición itinerante que recorrió toda Alemania dos años después. Sin embargo, en 1941, en plena Segunda Guerra Mundial —que Nolde llamaba la guerra de los judíos—, la Cámara de Bellas Artes del Reich lo expulsó de su seno por lo que a partir de entonces no pudo exponer ni vender sus cuadros.
Al acabar la Segunda Guerra Mundial se presentó como un represaliado por el nazismo y tras su muerte en 1956 la Fundación Nolde ayudó a construir esa imagen idealizada publicando las memorias del pintor de las que fueron excluidos los pasajes antisemitas. Una exposición celebrada en Berlín en 2019 recuperó su antisemitismo y su nazismo. A raíz de ello la canciller alemana Angela Merkel devolvió los dos cuadros de Nolde que decoraban el edificio de la cancillería.

## Obra en museos (selección)
Su obra se encuentra en multitud de museos, entre ellosː
- Nolde-Stieftung Seebull, Seebull
- Museo Thyssen-Bornemisza, Madrid
- Kunsthalle de Hamburgo, Hamburgo
- Kunstsammlung Nordrhein-Westfalen, Düsseldorf
- Museo Atkins, Kansas City
- Museo Albertina, Viena